# Ладенбург
Ладенбург (на немски: Ladenburg) е град в южна Германия, в северозападната част на федералната провинция Баден-Вюртемберг. Той е разположен на долното течение на река Некар между градовете Франкфурт на Майн и Щутгарт, близо до градовете Манхайм и Хайделберг. През римско време е бил център под името „Лоподунум“ (лат. Lopodunum). Той разполага с добре запазени римски останки в средновековната стара част на града.

## История
Първото селище е основано между 3000 и 200 г. пр.н.е. от келтите. Те дават и първото име на Ладенбург – Lokudunom (езерна крепост). Когато става част от римската империя, той е преименуван на „Lopodunum“. През 98 г. император Траян дава на селището статут на град и столица – Civitas Ulpia Sueborum Nicrensium.
През 2-ри и 3 век Ладенбург преживява своя разцвет, за което говорят многобройни археологически находки. В късната античност Ладенбург е гранична крепост и последен пост пред настъпващите алемани. Той бил крепост, в която е можело да се влезе само по вода, откъм страната на р. Некар. През ранното средновековие Ладенбург е столица на франкския крал Дагоберт I, а в късното Средновековие е резиденция на епископите от Вормс.
Ладенбург е разположен на знаменитото мемориално трасе Берта Бенц.